# ちゅ〜かな雀士てんほー牌娘
ちゅ～かな雀士てんほー牌娘(ちゅーかなじゃんしてんほーぱいにゃん)は、PlayStation 2用の脱衣麻雀ゲーム。2004年12月28日発売、発売元はジェネックス。CEROレーティング15歳以上対象。コレクターズエディションにはボーカルCDとドラマCDが付属している。
Windows移植版『ちゅ～かな雀士てんほー牌娘special』2005年12月22日発売。R指定。
またジャレコよりニンテンドーDSとPlayStation Portableで、移植版『ちゅ～かな雀士てんほー牌娘Remix』が2007年6月28日に発売された。

## ストーリー
1893年、西太后の命を受けた「鈴 鈴鈴(リン・リンリン)」は、白面金毛九尾狐(はくめんこんもうきゅうびのきつね)の霊力が封じられた「殺生石」のかけらを全て集めて持ち帰るため、清国から日本へと渡った。
リンは「ちゅ～かな雀士てんほー牌娘」へと変身して、殺生石の持ち主に麻雀勝負を挑み、勝利して石を奪わなくてはならない。

## ゲームシステム
本ゲームは、ストーリーパートと麻雀パートが交互に進行する。まずはリンが日本で最初に出会う人物を、協力者として選択する。麻雀パートでは通常の脱衣麻雀と異なり、持ち点制ではなく設定された耐久力を麻雀の上がり点で攻撃して奪いあう、というシステムになっている。そのため、ダメージを受けた後に和了しても、耐久度は上がり点ほどには回復せず、耐久度の上限を超えて回復することもない。
プレイヤーが和了した場合、あがり役の翻数に応じてスロットマッチを行うことができ、イカサマ技や覚醒ポイントを入手することができる。
相手の耐久度を全て奪うと勝利となり、パイニャンの仙術が炸裂して大爆発が起き、相手の衣服がぼろぼろになる。ここで場面は殺生石探索の画面となり、倒れている相手の身体をカーソルでまさぐり、殺生石を奪うと次のストーリーモードに移る。
ここで特筆されるのが、本ゲームは他の脱衣麻雀と異なって、対戦相手に男性のキャラクターが存在するという部分である。倒した相手が男性の場合、最初に表示されるのは警告文を載せた画面であり、ゲーム自体はその画面のままでも進行可能である。
倒した相手は協力者として加わり、協力者が持っていた殺生石を覚醒させると、所有者に応じた協力技を使用できるようになる。
すべての対戦を終えるまでに殺生石を全部覚醒させたかどうかで、ストーリーが分岐する。

## 登場人物

### キャラクターデザイン園田健一
園田健一デザインのキャラクター。
鈴 鈴鈴(リン・リンリン)／牌娘(パイニャン) -声・かないみか清国皇帝直属国家特級雀士。リンの時は幼女だが、牌娘に変身するとグラマーな美女になる。仙術による様々なイカサマ技を使いこなし、殺生石を集める。
御崎歳三(みさきとしぞう) -声・堀内賢雄新撰組に憧れる青年コスプレ剣士。パイニャンに一目惚れし、リンに協力する。御崎ではあるが、かつての御崎恭子とは血縁的にも関係的にも無関係。
やよい -声・高橋美紀茶屋「杏菜(あんな)」の巨乳看板娘で、その正体は破邪一族のくノ一。破邪丸の命を受け、リンに近づく。店名の元ネタは乳を強調するウェイトレス制服で有名なアンナミラーズ。
安部鈴音(あべのすずね) -声・こおろぎさとみ安倍晴明の血をひく陰陽師(おんみょうじ)。幼女なのだが、老人のような重々しい口調で話す。白面金毛九尾狐の復活を阻止するため、リンと行動を共にする。
たぬこ -声・西原久美子秋葉ヶ原で怪しいガラクタ屋を営む化けタヌキ。品代を払ってもらうためリンに付きまとう。
マリー・プーペ -声・田村ゆかりぜんまい動力で動く、フランス製のオートマタ(自動人形)。なぜか自意識を持っており、麻雀の先生を自称している。
白金れーこ(しろがね-) -声・生天目仁美小柄で生意気な不良女学生。成り行きでリンと行動を共にする。
破邪丸(はじゃまる) -声・櫻井孝宏かつて江戸幕府に仕えていた忍者・破邪一族の頭領。現在は白金家に仕え、リンから殺生石を奪おうとしている。
白金妖子(しろがねようこ) -声・井上喜久子鹿鳴館に居を構える、日本の政財界を裏から支配する謎の女性。れーこの養母。
白面金毛九尾の狐(はくめんこんもうきゅびのきつね)-声・生天目仁美狐パワーの完全復活ために、9つの殺生石のカケラを取りもどそうとしている。最強妖怪九尾の狐。

### キャラクターデザインあかつきごもく
あかつきごもくデザインのキャラクター。ストーリーの合間に語り部として登場。
カンカン -声・釘宮理恵リンの監視役として千里眼を使う少年で、パンダの化身。仕事振りは真面目。
ランラン -声・上宮あずさリンの監視役として千里眼を使う少女で、パンダの化身。双子の弟をからかうのに余念がない。

## 補足事項
主要な開発者とキャストは『アイドル雀士スーチーパイ』と同一であり、PS2版発売の当初は発売元の関係上明示こそされないものの、スーチーパイと同じ世界の物語であることが、本編中やコレクターズエディション付属のドラマCDにおけるいくつかの場面で匂わされていた。PSPおよびDSへの移植に際して発売元がジャレコに移ったため、正式にスーチーパイの前史的な位置づけであることがスタッフより公表された。